# Jezioro Żabie (Równina Gryficka)
Jezioro Żabie – jezioro na Równinie Gryfickiej, położone w województwie zachodniopomorskim, w powiecie kamieńskim, w gminie Golczewo. Powierzchnia jeziora wynosi 1,78 ha. Według typologii rybackiej jest to jezioro karasiowe.
Śródleśne jezioro leży po północnej stronie nieczynnej linii kolejowej Golczewo–Płoty, 3 km na wschód od Golczewa, na południowym skraju rezerwatu przyrody „Golczewskie Uroczysko”. Od wschodu jezioro obchodzi znakowany czerwony turystyczny Szlak Przez Las Golczewski (o długości 15,5 km, okrężny, zaczyna się i kończy w Golczewie).
Nazwa Jezioro Żabie funkcjonuje od 1949 roku, kiedy to została zmieniona z poprzedniej niemieckiej nazwy Sabbe See.